# Riby
Riby är en ort och civil parish i Storbritannien.   Den ligger i grevskapet Lincolnshire och riksdelen England, i den sydöstra delen av landet, 230 km norr om huvudstaden London. Riby ligger 24 meter över havet och antalet invånare är 134.
Terrängen runt Riby är platt. Runt Riby är det tätbefolkat, med 762 invånare per kvadratkilometer. Närmaste större samhälle är Grimsby, 9,1 km öster om Riby. Trakten runt Riby består till största delen av jordbruksmark.